# Marcos González
Marcos Andrés González Salazar (Rio de Janeiro, 9 juni 1980) is een Chileens voetballer die als verdediger speelt. Hij verruilde in juli 2015 Club Universidad de Chile voor Club Necaxa. Hoewel hij werd geboren in Brazilië, maakte hij in 2006 zijn debuut in het Chileens voetbalelftal. González verhuisde als kind naar Chili en werd genaturaliseerd tot Chileen.

## Clubcarrière
In 1999 startte González zijn professionele voetbalcarrière bij het Chileense Club Universidad de Chile, waar hij op 14-jarige leeftijd begon in de jeugdopleiding. Hij werd geen vaste kracht in het elftal, met 54 wedstrijden over vier seizoenen. Zowel in 1999 als in 2000 won hij met Universidad de Primera División. In 2002 werd hij uitgeleend aan CSD Rangers, waar een unieke prestatie bereikt werd door de tweede plaats veilig te stellen. In 2004 tekende hij een contract bij het Argentijnse CA Colón, speelde dertienmaal en vertrok na afloop van het seizoen in de winter transfervrij naar CD Palestino. Hij was in 2005 basisspeler bij Palestino en scoorde direct bij zijn eerste wedstrijd op 21 januari tegen zijn voormalige werkgever Rangers. González werd inmiddels door het publiek Lobo del Aire ("Wolf van de lucht") genoemd. Op 11 januari 2006 verhuisde hij naar de Verenigde Staten, waar hij een contract sloot bij Columbus Crew. De coach, Sigi Schmid, zei dat hij in González een speler gevonden had die naast zijn gewone taken ook in staat zou zijn de jonge Chad Marshall te begeleiden in zijn ontwikkeling. Hij speelde twee jaar lang bij Columbus, waarna hij overstapte naar CD Universidad Católica in Chili, de club die voor de transfer naar Columbus Crew al aangegeven had verregaande interesse te hebben in de Chileen. Hij tekende een vierjarig contract en werkte zich op naar het basiselftal. In 2010 raakte hij geblesseerd en was hij drie maanden niet beschikbaar, maar na zijn terugkomst maakte hij al snel een doelpunt in de Apertura. Op 16 februari 2011 keerde González terug bij de door studenten opgerichte club uit Santiago, ter vervanging van de Uruguayaan Mauricio Victorino. Hij debuteerde op 27 februari tegen Universidad de Concepción. Op 8 december 2011 won González met Universidad de finale van de Copa Sudamericana en speelde de volledige wedstrijd. Op 30 december speelde hij zijn laatste wedstrijd in dienst van de Chileense club.
Het Braziliaanse CR Flamengo maakte op 24 januari 2012 de transfer van González bekend en het daarbij ondertekende driejarig contract. In maart 2012 speelde Marcos González zijn eerste wedstrijd in dienst van de club. Op 28 november won hij de Copa do Brasil. In de 86e minuut verving hij Leonardo da Silva Moura in de finale, die met 2–0 gewonnen werd van Atlético Paranaense. Bij Flamengo speelde González 45 wedstrijden in de Braziliaanse Serie A, waarna hij in het voorjaar van 2014 weer in Chili een contract tekende, bij Unión Española. Bij de Chileense club kwam González in 31 competitiewedstrijden in actie. In juli 2015 maakte hij transfervrij de overstap naar Club Necaxa, actief in de Mexicaanse Ascenso MX.

## Interlandcarrière
In het voorjaar van 2002 werd González voor het eerst opgeroepen voor het Chileens voetbalelftal door de toenmalige bondscoach César Vaccia. Op 17 april maakte hij zijn debuut in een vriendschappelijke interland tegen Turkije (0–2). Hij speelde mee in zowel het kwalificatietoernooi voor het Wereldkampioenschap voetbal 2006 als voor het kwalificatietoernooi voor het Wereldkampioenschap voetbal 2014, waar Chili is ingedeeld in een groep met onder meer het Nederlands voetbalelftal. Op 7 september 2013 maakte hij zijn eerste interlanddoelpunt in een kwalificatiewedstrijd tegen Venezuela: met een kopbal in de 29ste minuut zette hij Chili op een 2–0 voorsprong. Op 5 maart 2014 speelde González zijn 29ste en laatste interland in het Chileens elftal, een oefenduel tegen Duitsland.
| Interlands van Marcos González voor Chili | Interlands van Marcos González voor Chili | Interlands van Marcos González voor Chili | Interlands van Marcos González voor Chili | Interlands van Marcos González voor Chili | Interlands van Marcos González voor Chili | Interlands van Marcos González voor Chili |
| №                                         | Datum                                     | Wedstrijd                                 | Uitslag                                   | Soort wedstrijd                           | Doelpunten                                |                                           |
| Als speler bij Universidad de Chile       | Als speler bij Universidad de Chile       | Als speler bij Universidad de Chile       | Als speler bij Universidad de Chile       | Als speler bij Universidad de Chile       | Als speler bij Universidad de Chile       | Als speler bij Universidad de Chile       |
| ----------------------------------------- | ----------------------------------------- | ----------------------------------------- | ----------------------------------------- | ----------------------------------------- | ----------------------------------------- | ----------------------------------------- |
| 1.                                        | 17 april 2002                             | Chili – Turkije                           | 0 – 2                                     | Vriendschappelijk                         | 0                                         |                                           |
| 2.                                        | 8 juni 2003                               | Costa Rica – Chili                        | 1 – 0                                     | Vriendschappelijk                         | 0                                         |                                           |
| 3.                                        | 20 augustus 2003                          | China – Chili                             | 0 – 0                                     | Vriendschappelijk                         | 0                                         |                                           |
| 4.                                        | 6 september 2003                          | Argentinië – Chili                        | 2 – 2                                     | Kwalificatie WK 2006                      | 0                                         |                                           |
| 5.                                        | 10 september 2003                         | Chili – Peru                              | 2 – 1                                     | Kwalificatie WK 2006                      | 0                                         |                                           |
| 6.                                        | 19 november 2003                          | Chili – Paraguay                          | 0 – 1                                     | Kwalificatie WK 2006                      | 0                                         |                                           |
| 7.                                        | 7 oktober 2011                            | Argentinië – Chili                        | 4 – 1                                     | Kwalificatie WK 2014                      | 0                                         |                                           |
| 8.                                        | 11 oktober 2011                           | Chili – Peru                              | 4 – 2                                     | Kwalificatie WK 2014                      | 0                                         |                                           |
| 9.                                        | 11 november 2011                          | Uruguay – Chili                           | 4 – 0                                     | Kwalificatie WK 2014                      | 0                                         |                                           |
| 10.                                       | 15 november 2011                          | Chili – Paraguay                          | 2 – 0                                     | Kwalificatie WK 2014                      | 0                                         |                                           |
| Als speler bij CR Flamengo                |                                           |                                           |                                           |                                           |                                           |                                           |
| 11.                                       | 29 februari 2012                          | Chili – Ghana                             | 1 – 1                                     | Vriendschappelijk                         | 0                                         |                                           |
| 12.                                       | 9 juni 2012                               | Venezuela – Chili                         | 0 – 2                                     | Kwalificatie WK 2014                      | 0                                         |                                           |
| 13.                                       | 15 augustus 2012                          | Chili – Ecuador                           | 0 – 3                                     | Vriendschappelijk                         | 0                                         |                                           |
| 14.                                       | 11 september 2012                         | Chili – Colombia                          | 1 – 3                                     | Kwalificatie WK 2014                      | 0                                         |                                           |
| 15.                                       | 12 oktober 2012                           | Ecuador – Chili                           | 3 – 1                                     | Kwalificatie WK 2014                      | 0                                         |                                           |
| 16.                                       | 16 oktober 2012                           | Chili – Argentinië                        | 1 – 2                                     | Kwalificatie WK 2014                      | 0                                         |                                           |
| 17.                                       | 14 november 2012                          | Chili – Servië                            | 1 – 3                                     | Vriendschappelijk                         | 0                                         |                                           |
| 18.                                       | 22 maart 2013                             | Peru – Chili                              | 1 – 0                                     | Kwalificatie WK 2014                      | 0                                         |                                           |
| 19.                                       | 26 maart 2013                             | Chili – Uruguay                           | 2 – 0                                     | Kwalificatie WK 2014                      | 0                                         |                                           |
| 20.                                       | 24 april 2013                             | Brazilië – Chili                          | 2 – 2                                     | Vriendschappelijk                         | 1                                         |                                           |
| 21.                                       | 7 juni 2013                               | Paraguay – Chili                          | 1 – 2                                     | Kwalificatie WK 2014                      | 0                                         |                                           |
| 22.                                       | 11 juni 2013                              | Chili – Bolivia                           | 3 – 1                                     | Kwalificatie WK 2014                      | 0                                         |                                           |
| 23.                                       | 6 september 2013                          | Chili – Venezuela                         | 3 – 0                                     | Kwalificatie WK 2014                      | 1                                         |                                           |
| 24.                                       | 10 september 2013                         | Spanje – Chili                            | 2 – 2                                     | Vriendschappelijk                         | 0                                         |                                           |
| 25.                                       | 11 oktober 2013                           | Colombia – Chili                          | 3 – 3                                     | Kwalificatie WK 2014                      | 0                                         |                                           |
| 26.                                       | 15 oktober 2013                           | Chili – Ecuador                           | 2 – 1                                     | Kwalificatie WK 2014                      | 0                                         |                                           |
| 27.                                       | 15 november 2013                          | Engeland – Chili                          | 0 – 2                                     | Vriendschappelijk                         | 0                                         |                                           |
| 28.                                       | 19 november 2013                          | Brazilië – Chili                          | 2 – 1                                     | Vriendschappelijk                         | 0                                         |                                           |
| 29.                                       | 5 maart 2014                              | Duitsland – Chili                         | 1 – 0                                     | Vriendschappelijk                         | 0                                         |                                           |